# 小行星3088
小行星3088（3088 Jinxiuzhonghua），又称为锦绣中华星，是由紫金山天文台在1981年10月24日发现的主带小行星。
該小行星以中国大陆第一个主题公园锦绣中华民俗村命名。